# Buenos días, Buenos Aires
Buenos días, Buenos Aires es una película en blanco y negro de Argentina, cortometraje dirigido por Fernando Birri según su propio guion que fue producido en 1960 y se estrenó el 26 de agosto de 1966 integrando el filme Che, Buenos Aires. El filme contó con la participación de Hugo del Carril con la voz en off.

## Sinopsis
Documental que describe el despertar de la ciudad y  su movimiento cotidiano.

## Comentarios
Sobre el filme Che, Buenos Aires del que formó parte  Buenos días, Buenos Aires  se hicieron estos comentarios:
Manrupe y Portela escribieron:

”Recopilación de cinco buenos trabajos realizados años antes.”

La revista Gente opinó:

”Un paseo fotográfico…En cualquier colectivo se conoce mejor.”

La nota firmada por RAI en El Mundo dijo:

”El fenómenor Buenos Aires…el valor de la comunicación de un cine olvidado, el cortometraje.”

La Nación comentó en su nota crítica:

”Personalidad homogénea y coherente…feliz iniciatia  de reunir estos cinco cortometrajes.”